# Porák
Porák je potok v jihozápadním okolí města Jičína, pravostranný přítok řeky Cidliny. Délka jeho toku činí 2,2 km. Plocha povodí měří 22,1 km².

## Průběh toku
Potok vzniká soutokem potoků Malý a Velký Porák západně od Jičína. Po celé své délce je regulován. Na Malém Poráku jsou vybudovány rybníky Lochovský a trojice rybníků Čeperka, Ostruženský (jeden z největších rybníků Jičínska) a Turecká v rámci PP Ostruženské rybníky. Na Velkém Poráku pak leží rybníky U Sv. Trojice, bezejmenný rybník na vedlejším přítoku od vrchu Houser, Jíkavec (přírodní památka), Vyplatil a Lhotský (Lhotecký). I tyto rybníky jsou řazeny do širší soustavy Ostruženských rybníků. Na jižním okraji Jičína se Porák vléva do Cidliny na jejím 71. říčním kilometru.

### Zdrojnice
- Malý Porák (hčp 1-04-02-007) – s plochou povodí 8,1 km².[2]
- Velký Porák (hčp 1-04-02-006) –s plochou povodí 11,3 km².[2]

## Vodní režim
Průměrný průtok u ústí činí 0,06 m³/s.